# دلبرين موسى
دلبرين موسى كاتب وإعلامي ومخرج كردي سوري من مواليد مدينة رأس العين 1966.

## المؤهلات العلمية
إجازة في النقد والأدب المسرحي من المعهد العالي للفنون المسرحية - دمشق 1992

## النشاط الصحفي
كتب مقالات في النقد المسرحي منذ العام 1988 في عدد من الصحف والمجلات السورية والعربية (تشرين، مجلة فنون، الشرق الأوسط، الاتحاد الظبيانية، الحياة، السياسة الكويتية وغيرها)

## النشاط الدرامي
- تأليف درامي:

كتب بعض الأعمال الدرامية مثل: بدايات صغيرة- وعمل مشرفا دراميا في أعمال أخرى مثل: عدالة الصحراء- أعيدوا صباحي
كما كتب عشرات اللوحات الدرامية القصيرة في مسلسلات مثل اسمع وطنش، اسكتش، يوم حلو يوم مر.
- تأليف وإخراج:

كتب وأخرج سلسلة من اللوحات الدرامية في سوريا، مثل: شخصية تبحث عن مسلسل، الطيب والشرير والجميلة، الليدي فخرو.
- التمثيل:

مارس تجربة التمثيل في عدد من المسلسلات: سيرة آل الجلالي، الأيام المتمردة مع المخرج هيثم حقي- عدالة الصحراء مع المخرج محمد الشليان- سفر الياسمين مع المخرج زهير ديوب- أسير الانتقام مع المخرج سمير حسين- أهل المدينة والداية مع المخرج بسام سعد الخ

## النشاط التلفزيوني
- قنوات عربية:

أنجز سلسلة برامج لبعض القنوات الفضائية مثل: تليفيديو، منارات، ع المكشوف- كما أعد سلسلة من حلقات برنامج العدسة العربية الذي عرض في قناة الجزيرة القطرية.
- قنوات سورية:

أعد العشرات من البرامج التلفزيونية للتلفزيون السوري منها: مسيناكم، نادي التلفزيون، هذا الصباح، أحلى مسا، حياة وحياة، بروكار، سلسلة أفلام حامض حلو، ليالي رمضان، بين الحروف
- قام بكتابة وإخراج مجموعة من الأفلام الوثائقية مثل: تراب وزنبق، أيام الغضب، القباني ذاكرة الياسمين وغيرها.
- عمل على موضوع الفتيات الإيزيديات (السبايا المحررات من تنظيم داعش الإرهابي) عبر توثيق حكايتهن
- عمل مخرجاً في قناة زاكروس الفضائية في أربيل
- أنجز سلسلة من الأفلام القصيرة ضمن برامج الأمم المتحدة للتعايش والسلم الأهلي